# Luge als Jocs Olímpics d'hivern de 2022
Als Jocs Olímpics d'Hivern de 2022, que se celebraren a la ciutat de Pequín (República Popular de la Xina), es disputaren quatre proves de luge, una en categoria masculina, una d'oberta, una en categoria femenina i una de mixta. Les proves se celebraran al National Sliding Centre entre el 5 i el 10 de febrer de 2022.
Hi van prendre part 106 esportistes, quatre menys que als Jocs Olímpics d'Hivern de 2018.

## Horari de competició
Aquest és el calendari de les proves.
 Tots els horaris són en (UTC+8).
| Data         | Hora  | Prova                           |
| ------------ | ----- | ------------------------------- |
| 5 de febrer  | 19:10 | Homes individuals, curses 1 i 2 |
| 6 de febrer  | 19:30 | Homes individuals, curses 3 i 4 |
| 7 de febrer  | 19:50 | Dones individuals, curses 1 i 2 |
| 8 de febrer  | 19:50 | Dones individuals, curses 3 i 4 |
| 9 de febrer  | 20:20 | Dobles                          |
| 10 de febrer | 21:30 | Equips mixtos                   |

### Proves
| Prova              | Or                                                                             | Or       | Plata                                                                | Plata    | Bronze                                                                 | Bronze   |
| Individual detalls | Johannes Ludwig (GER)                                                          | 3:48.735 | Wolfgang Kindl (AUT)                                                 | 3:48.895 | Dominik Fischnaller (ITA)                                              | 3:49.686 |
| Individual detalls | Natalie Geisenberger (GER)                                                     | 3:53.454 | Anna Berreiter (GER)                                                 | 3:53.947 | Tatiana Ivanova (ROC)                                                  | 3:54.507 |
| Dobles detalls     | AlemanyaTobias Wendl · Tobias Arlt                                             | 1:56.554 | AlemanyaToni Eggert · Sascha Benecken                                | 1:56.653 | ÀustriaThomas Steu · Lorenz Koller                                     | 1:57.065 |
| Equips detalls     | Alemanya · Natalie Geisenberger · Johannes Ludwig · Tobias Wendl · Tobias Arlt | 3:03.406 | ÀustriaMadeleine Egle · Wolfgang Kindl · Thomas Steu · Lorenz Koller | 3:03.486 | LetòniaElīza Tīruma · Kristers Aparjods · Mārtiņš Bots · Roberts Plūme | 3:04.354 |

## Medaller
| Pos.  | País     | Or | Plata | Bronze | Total |
| 1     | Alemanya | 4  | 2     | 0      | 6     |
| 2     | Àustria  | 0  | 2     | 1      | 3     |
| 3     | Itàlia   | 0  | 0     | 1      | 1     |
| 3     | Letònia  | 0  | 0     | 0      | 1     |
| 3     | ROC      | 0  | 0     | 0      | 1     |
| Total | Total    | 4  | 4     | 4      | 12    |